# Djibouti (stad)
Djibouti is de hoofdstad van het gelijknamige land. Het is een belangrijke havenstad in Oost-Afrika aan de Golf van Aden. De stad telt ongeveer 600.000 inwoners.
De haven, gelegen op een strategisch belangrijk punt, werd in 1888 in gebruik genomen. Zij ligt aan de ingang van de Rode Zee. Schepen op weg naar het Suezkanaal maken hier een tussenstop. De havenactiviteit is dan ook, na zoutwinning, de belangrijkste inkomstenbron van het land.
Van 1892 tot 1967 was Djibouti de hoofdstad van Frans-Somaliland. Van 1967 tot de onafhankelijkheid van het land in 1977 heette het gebied Afar- en Issaland.
Ali Sabieh · Arta · Dikhil · Djibouti · Holhol · Obock · Tadjourah